# Svene kyrka
Svene kyrka (norska: Svene kirke) är en kyrkobyggnad i Flesbergs kommun i Buskerud fylke i sydöstra Norge. Kyrkan ligger i tätorten Svene.

## Kyrkobyggnaden
Under medeltiden fanns en kyrka i Svene och socknen omtalas år 1328 och år 1358. I en visitationsrapport från år 1595 av biskop Jens Nilssøn är kyrkan omnämnd som annex till Flesberg. I kyrkoräkenskaperna beskrivs den vara en förfallen stavkyrka.
Nuvarande träkyrka uppfördes 1738 på mark som tillhörde Svenesunds gård. Kyrkan är byggd i korsform med kor i östra korsarmen och sakristia mellan östra- och norra korsarmen. Ingångar finns i södra och västra korsarmarna. Alla korsarmar täcks av sadeltak. I korsmitten finns en takryttare med tornspira. Ytterväggarna är klädda med vitmålad stående panel.

## Inventarier
- En orgel tillverkad av Haavel Christophersen Gaarder installerades år 1797. Vid slutet av 1800-talet genomgick den omfattande reparationer och förändringar. År 1976 restaurerades orgeln av Ernst Junker.
- De båda kyrkklockorna är från år 1781 samt år 1870.
- Den åttakantiga dopfunten har en fot daterad till år 1788 och en åttakantig himmel daterad till år 1748.
- Predikstolen i barockstil är daterad till år 1696.
- Altartavlan är målad år 1696 av Niels Bragernes och har motivet nattvarden.